# Paraguaná

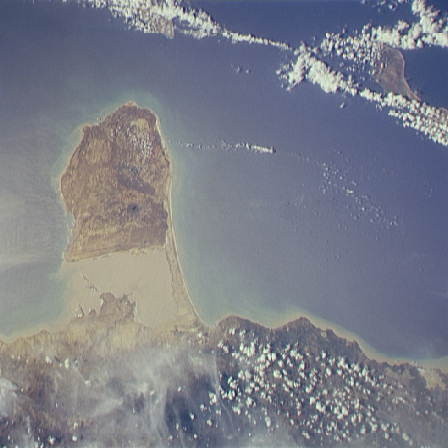
Satellietfoto van het schiereiland

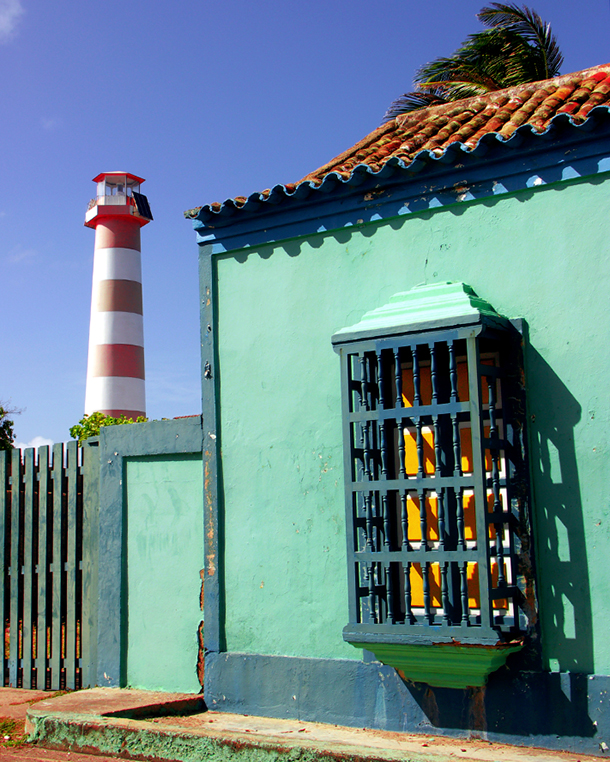
Huis in koloniale stijl in Adícora

Paraguaná (fonetisch: [paɾaɣwaˈna]) is een schiereiland aan de noordkust van Venezuela.
Omdat het slechts door een relatieve smalle landengte, ongeveer 25 km lang en enkele kilometers breed, met het vasteland verbonden is, wordt het gebied ook wel als een eiland in de Caribische zee beschouwd. De landengte bestaat uit zand met duinen ("médanos") en maakt deel uit van een natuurpark.
Het eiland Aruba ligt ongeveer 27 km ten noorden van Paraguaná. Curaçao en Bonaire liggen wat verder weg ten noordoosten van het schiereiland.
Op Paraguaná bevinden zich olieraffinaderijen. Verder is er visserij en toerisme.
Het schiereiland ligt in de Venezolaanse deelstaat Falcón en omvat drie gemeenten: Carirubana, Falcón en Los Taques. De landengte ligt in de gemeente Falcón.
Het eiland heeft een oppervlakte van 3405 km² (zo groot als de Nederlandse provincie Overijssel). Er wonen circa 340.000 mensen. De kortste afstand tot Aruba is 27 kilometer.